# Аэрофлот-Карго

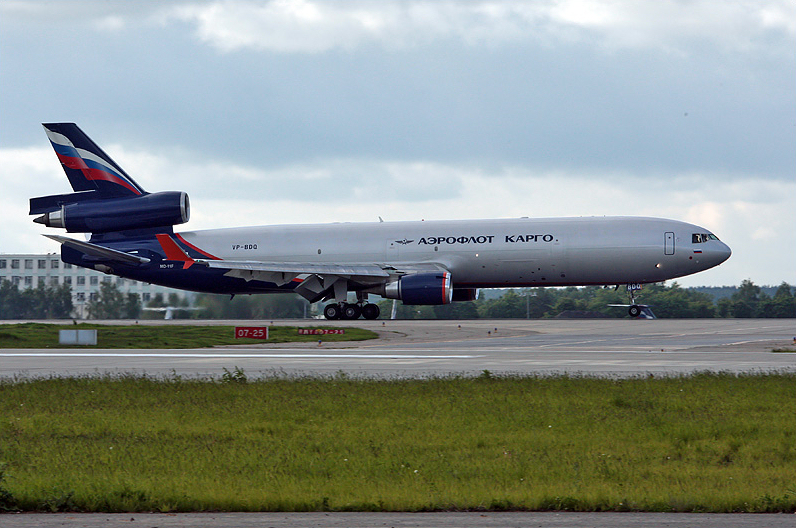
McDonnell Douglas MD-11 авиакомпании

Аэрофлот-Карго — российская авиакомпания, дочернее предприятие «Аэрофлота». Выполняла грузовые перевозки до декабря 2009 года. Порт приписки — международный аэропорт Шереметьево.

## Флот
В 2008 году авиакомпания эксплуатировала парк из четырех грузовых McDonnell Douglas DC-10-40F и двух грузовых Boeing 737, однако в четвёртом квартале 2008 года эти самолёты были выведены из эксплуатации в связи с топливной неэффективностью.
С начала 2009 года флот авиакомпании «Аэрофлот-Карго» состоит из трёх грузовых лайнеров McDonnell Douglas MD-11.

## Деятельность
«Аэрофлот-Карго» до декабря 2009 года осуществляла перевозки на грузовых воздушных судах регулярными рейсами из Европы в Азию и обратно через территорию Российской Федерации. Помимо грузовых рейсов «Аэрофлот-Карго» перевозила грузы в багажниках пассажирских самолетов авиакомпании «Аэрофлот» в рамках сети маршрутов материнской компании.
Общий объём перевозок грузов и почты в 2008 году составил 150 304 тонны. За первое полугодие 2009 года перевезено 53 139 тонн грузов и почты. На пассажирских воздушных судах перевезено 34 406 тонн, на грузовых ВС — 18 733 тонн, при этом среднесписочное количество грузовых ВС изменилось от шести в 2008 г. к трём в 2009 г. Статистика объёмов перевозок в 2009 году в сравнении с аналогичными периодами до кризиса следующая: в январе 2009 года объемы перевозок составили 62 % к январю прошлого года, в феврале 59,5 %, в марте 71 %, в апреле 86 %, в мае 96,9 %, в июне 92,7 %, в июле 98,4 %.
«Аэрофлот-Карго» являлся лидером российского рынка по перевозкам грузов на внутренних воздушных линиях (согласно рейтингу бюллетеня «Авиационный рынок» № 14’2009 на основе данных ТКП). Доля мирового рынка авиакомпании на направлениях Европа — Россия, Азия — Россия составляла порядка 35 %.
5 апреля 2010 года компания признана несостоятельной (банкротом).